# Хокадзе
«Хокадзе» (Hokaze, яп. 帆風) — ескадрений міноносець Імперського флоту Японії, який взяв участь у Другій світовій війні.
Корабель, який став одинадцятим (за датою закладання) серед есмінців типу «Мінекадзе», спорудили у 1921 році на верфі ВМФ у Майдзуру.
На момент вступу Японії до Другої світової війни «Хокадзе» належав до 3-ї дивізії ескадрених міноносців, яка була підпорядкована 4-й дивізії авіаносців та мала забезпечувати ескорт її кораблів — легкого авіаносця «Рюдзьо» та ескортного авіаносця «Касуга-Мару» (згодом буде перейменований на «Тайо»). За складеним штабом флоту розписом «Хокадзе» виділили для супроводу «Касуга-Мару», який не призначався для безпосередньої участі в бойових діях, зате з 28 листопада по 12 грудня здійснив рейс для доставки літаків на Палау (західні Каролінські острови), після чого повернувся до Японії.
З 22 грудня 1941-го замість «Касуга-Мару» до складу 4-ї дивізії включили легкий авіаносець «Сьохо». Втім, конверсія цього корабля завершилась лише 30 листопада і він певний час ще не мав своєї авіагрупи. 4 лютого 1942-го «Сьохо» у супроводі «Хокадзе» рушив ближче до району бойових дій та 9 лютого прибув на атол Трук у центральній частині Каролінських островів (тут ще до війни створили потужну базу японського ВМФ, з якої до лютого 1944-го провадились операції в цілому ряді архіпелагів).
За два місяці по тому, 10 квітня 1942-го, «Хокадзе» перевели до П'ятого флоту, який відповідав за операції у північній зоні (Хоккайдо, Сахалін, Курильські, а невдовзі й Алеутські, острови). 11 квітня «Хокадзе» прибув до Йокосуки та пройшов тут короткочасний доковий ремонт, а 29 квітня полишив цей порт і пройшов до нового району служби. Певний час есмінець здійснював протичовнове патрулювання біля східного узбережжя Хоккайдо, а 28 травня прибув до Омінато (важлива база ВМФ на північному завершенні Хонсю), де збирались сили для операції на Алеутах. Невдовзі «Хокадзе» та ще 2 есмінці і 2 легкі крейсери вийшли в море із завданням супроводжувати загін висадки на острів Киска, який включав два переобладнані легкі крейсери та 2 транспорти. 7 червня відбулась висадка на Кисці, яка не зустріла жодного спротиву через відсутність на острові гарнізону. Невдовзі «Хокадзе» залучили для охорони гідроавіаносців «Кімікава-Мару» та «Камікава-Мару» (останній відрядили на Алеути зі складу сил, що первісно були залучені до операції проти Мідвею), які вели операції з Киски, а потім з Агатту. Відомо, що 27 червня «Хокадзе» разом з цими авіаносцями прибув до Омінато, а потім знову супроводив їх до Алеутських островів. 3 липня «Хокадзе» вийшов з Атту (ще один острів на заході архіпелагу, захоплений одночасно з Кискою) і 13 липня прибув до Токійської затоки на ремонт (можливо відзначити, що вже 4 липня поблизу Атту підводний човен потопив есмінець «Ненохі», який на той час супроводжував «Камікава-Мару»).
4 серпня 1942-го «Хокадзе» розпочав ескортування «Кімікава-Мару», який попрямував з Йокосуки для доставки гідролітаків на Киску (гідроавіаносець побуває на цьому острові 14—16 серпня, після чого рушить у зворотний рейс через Парамушир до Киски). 19 вересня «Хокадзе» ще раз повів «Кімікава-Мару» на Киску, де гідроавіаносець 25—26 вересня вивантажив літаки, а потім попрямував назад до Японії і 2 жовтня прибув до Омінато.
З 1 жовтня 1942-го «Хокадзе» призначили для ескортної служби у Флоті Південно-Західної зони (здійснював контроль над окупованими територіями Південно-Східної Азії). Есмінець пройшов ремонт у Йокосуці і на початку листопада почав супроводжувати конвої між Японією та Формозою (Тайванем). Зокрема, «Хокадзе» ескортував з Мако (військово-морська база на Пескадорських островах у південній частині Тайванської протоки) до району на схід від Палау (західні Каролінські острови) конвой №35, який наприкінці грудня 1942 — на початку січня 1943 пройшов з Китаю з військами для битви за Гуадалканал.
1 березня 1943-го «Хокадзе» прибув до Токійської затоки на ремонт, а 11 квітня вирушив звідси для ескортної служби у Нідерландській Ост-Індії (зокрема, в районі центра нафтовидобутку на сході острова Борнео Балікпапану). 27 червня есмінець полишив Сурабаю (схід острова Ява), ескортуючи конвой, який прямував до Рабаула (головна передова база в архіпелазі Бісмарка, з якої здійснювались операції на Соломонових островах та сході Нової Гвінеї). 1 липня на виході з Макассарської протоки до моря Сулавесі його торпедував американський підводний човен «Трешер». «Хокадзе» зазнав важких пошкоджень носової частини та, щоб не затонути, викинувся на мілину біля узбережжя Целебесу. Втім, вже 3 липня він зміг прибути до Макассару (порт на південно-західному півострові Целебесу), де пройшов аварійний ремонт. Потім есмінець пройшов до Сурабаї для продовження робіт, а 18 жовтня — 28 листопада пройшов, ескортуючи конвої, від Сурабаї до Йокосуки, де до березня 1944-го провели завершальний етап відновлення.
21 березня 1944-го «Хокадзе» повернувся до ескортної служби, вирушивши з конвоєм із Йокосуки до китайського Циндао. Невдовзі корабель залучили до транспортної операції «Хігаші Мацу» (Higashi Matsu), яка мала за мету підсилення гарнізонів цілого ряду островів Мікронезії, передусім тих, через які тепер проходив головний оборонний периметр імперії (Маріанські острови, західна частина Каролінського архіпелагу). 15—23 квітня 1944-го «Хокадзе» та ще 2 есмінці супроводжували конвой «Хігаші Мацу № 6» з Токіо до Сайпану (Маріанські острови), а 27 квітня «Хокадзе» повів цей конвой у зворотний рейс, який тривав до 4 травня.
Не пізніше червня 1944-го «Хокадзе» повернувся до Південно-Східної Азії, зокрема, відомо, що 26 червня — 1 липня він супроводжував конвой між островами Хальмахера та Амбон. 2 липня есмінець рушив на північ із завданням забрати з Тахуна на острові Sangihe (на межі Молуккського моря та моря Сулавесі) понад сотню вцілілих з судна «Ямамія-Мару» (наприкінці червня було торпедоване у Молуккському морі, приведене на буксирі та посаджене на мілину біля одного з островів). 5 липня «Хокадзе» побував у Тахуна і невдовзі вирушив до острова Хальмахера. 6 липня всього за два десятки кілометрів від гавані Тахуна «Хокадзе» був торпедований та потоплений американським підводним човном «Паддл». Порятунок вцілілих провадили допоміжні судна «Тонан-Мару» та «Кайо-Мару № 3», які, зокрема, підібрали 49 осіб, що раніше прямували на «Ямамія-Мару».